# یواس‌سی و جی‌اس وایلدکت (۱۹۱۹)

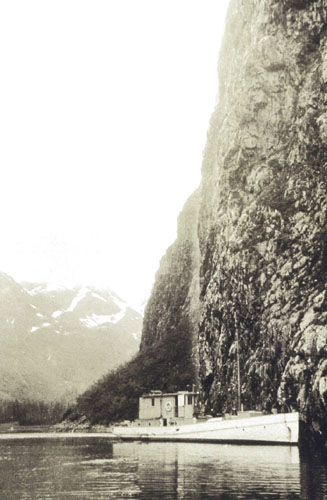
نمایی از یک‌کشتی یواس‌سی و جی‌اس وایلدکت (۱۹۱۹)

یواس‌سی و جی‌اس وایلدکت (۱۹۱۹) (به انگلیسی: USC&GS Wildcat (1919)) یک کشتی است که طول آن ۶۵ فوت ۶ اینچ (۱۹٫۹۶ متر) می‌باشد.